# Давидова Тетяна Володимирівна
Тетяна Володимирівна Дави́дова (нар. 12 січня 1958, Київ) — українська художниця, скульпторка і педагог; член Спілки радянських художників України з 1988 року. Дочка художника Володимира Давидова, сестра художника Сергія Давидова, дружина скульптора Павла Боцвіна.

## Біографія
Народилася 12 січня 1958 року у місті Києві. 1982 року закінчила Київський художній інститут, де навчалася зокрема у Вікторв Пузиркова, Віктора Шаталіна, Анатолія Пламентицького.
З 1983 року викладала живопис і рисунок у Київській художній школі імені Тараса Шевченка. Живе у Києав, в будинку на вулиці Святослава Хороброго, № 4а, квартира № 4.

## Творчість
Працює в галузі станкового живопису і скульптури. Серед робіт:
живопис
- «Ганна» (1984);
- «Свято» (1988);
- «Блакитний світ» (1992);
- «Філософія спокуси» (1996);

Пам'ятника жертвам нацизму.

- триптих «Середовище проживання» (1999);
- диптих «Спокій» (2000);
- «Тиша» (2002).

Авторка пам'ятника жертвам нацизму у Києві, на території Бабиного Яру (2005, у співавторстві з Павлом Боцвіном).
Бере участь у всеукраїнських і міжнародних виставках з 1982 року. Персональна виставка відбулася у Києві у 2008 році.